# Озеле (Торино)
Озеле је насеље у Италији у округу Торино, региону Пијемонт.
Према процени из 2011. у насељу је живело 131 становника. Насеље се налази на надморској висини од 247 м.